# Epitranus ramnathi
Epitranus ramnathi is een vliesvleugelig insect uit de familie bronswespen (Chalcididae). De wetenschappelijke naam is voor het eerst geldig gepubliceerd in 1973 door Mani & Dubey.